# Cícero Dantas
Cícero Dantas (antigua Bom Conselho) es un municipio brasilero del estado de Bahía, localizado en la región semiárida, próxima de Canudos y de Paulo Afonso.
A comienzos del siglo pasado, su nombre cambió a Cícero Dantas, en homenaje al Barón de Jeremoabo que así se llamaba.
La región donde está localizada la ciudad de Cícero Dantas tiene una historia que se pierde en el tiempo. Antes de la llegada de los colonizadores, era habitada por pueblos indígenas cuyos registros históricos no llegaron hasta nuestra época.

## Geografía
Municipio bahiano miembro de la microrregión de Microrregión de Ribeira do Pombal (Nordeste del estado brasilero de la Bahía).
Su población estimada en 2010 era de 32.300 habitantes.

## Clima
El municipio se encuentra en el "Polígono de las Secas", mostrado un clima del tipo megatérmico seco a semihúmedo y semiárido, con temperatura media anual de 23.4 °C, precipitación pluviométrica media en el año de 889 mm y período lluvioso de mayo a julio.